# خولیو ایگلسیاس جونیور
خولیو خوزه ایگلسیاس پریسلر (زاده ۲۵ فوریه ۱۹۷۳) خواننده اسپانیایی است. وی در سال ۲۰۰۸، برنده مسابقه سی‌ام‌تی Gone Country اعلام شد.

## اوایل زندگی
او به نام خولیو خوزه ایگلسیاس پریسلر (قبل از تغییر نام بعدی) در مادرید، اسپانیا، پسر خواننده اسپانیایی خولیو ایگلسیاس و فیلیپینی اجتماعی و ایزابل پریسلر روزنامه‌نگار مجله زاده شد او برادر کوچکتر چابلی ایگلسیاس و برادر بزرگتر انریکه ایگلسیاس است. پدر و مادرش در سال ۱۹۷۹ طلاق گرفتند. ایگلسیاس جونیور و خواهر و برادرهایش برای زندگی با پدرشان به میامی نقل مکان کردند. ایگلسیاس جونیور به کالج نزدیک سانفرانسیسکو در کالج منلو در آترتون، کالیفرنیا رفت. او فرصتی برای مشارکت در ان‌بی‌سی کسب کرد و در شبکه تلویزیونی تراول کار کرد، جایی که میزبان یک برنامه مسافرتی بود که او را به آمریکای لاتین برد.

## حرفه
ایگلسیاس جونیور، با کمک دوست و مدیرش داریوش جوردی لاسوس، ابتدا به عنوان مدل وارد تجارت نمایشی شد. این مدیر او بود که در آژانس فورد مادلز در نیویورک با جوی هانتر (در زمانی که او رئیس بخش مدل‌های مرد بود) در مورد مدلینگ انحصاری مرد مذاکره کرد. از طریق جوی هانتر بود که ایگلسیاس جونیور توسط عکاس بروس وبر کشف شد.